# Villamandos
Villamandos es un municipio y villa española de la provincia de León, en la comunidad autónoma de Castilla y León. Cuenta con una población de 277 habitantes (INE 2024).

## Geografía
Integrado en la comarca de Vega de Toral, se sitúa a 53 kilómetros de la capital leonesa. El término municipal está atravesado por la Autovía Ruta de la Plata (A-66) y por la carretera nacional N-630, entre los pK 192 y 194. El relieve del municipio está definido por la vega del río Esla, por donde discurre el Canal del Esla. La altitud oscila entre los 805 metros al oeste y los 725 metros a orillas del río Esla. El pueblo se alza a 733 metros sobre el nivel del mar. Los municipios limítrofes con Villamandos son:
| Noroeste: Algadefe y Laguna de Negrillos | Norte: Algadefe   | Noreste: Algadefe y Villaornate y Castro     |
| Oeste: Laguna de Negrillos y La Antigua  |                   | Este: Villaornate y Castro                   |
| Suroeste: Villaquejida y La Antigua      | Sur: Villaquejida | Sureste: Villaornate y Castro y Villaquejida |

## Demografía

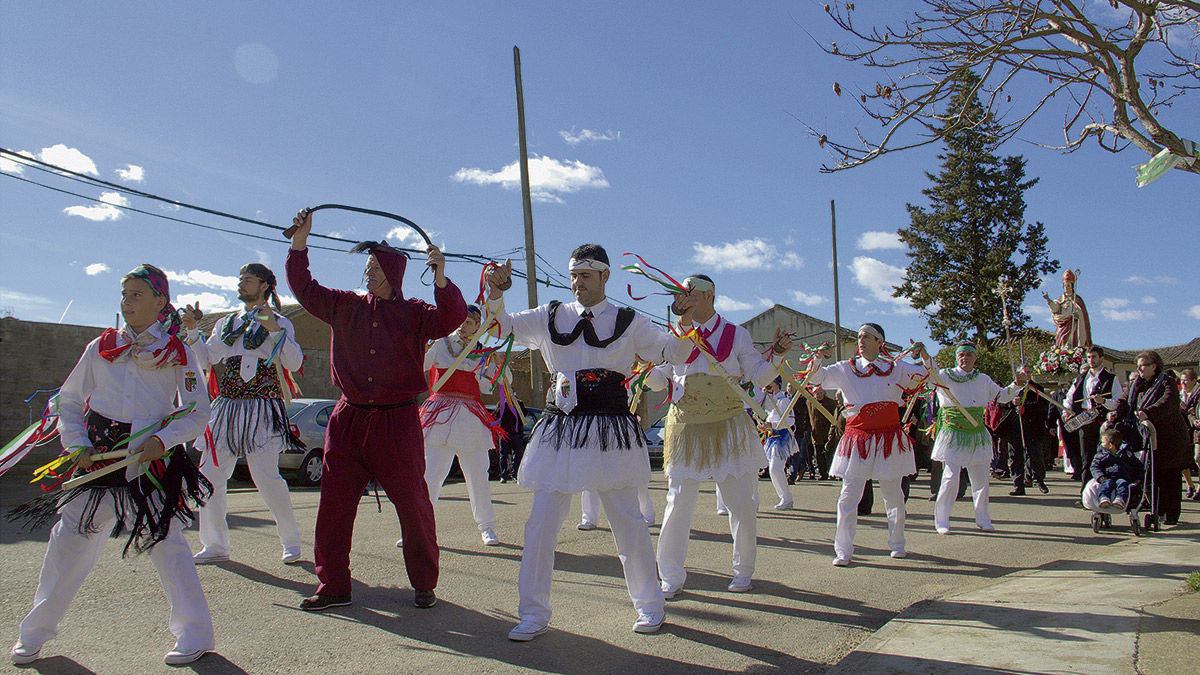
Danza del paloteo

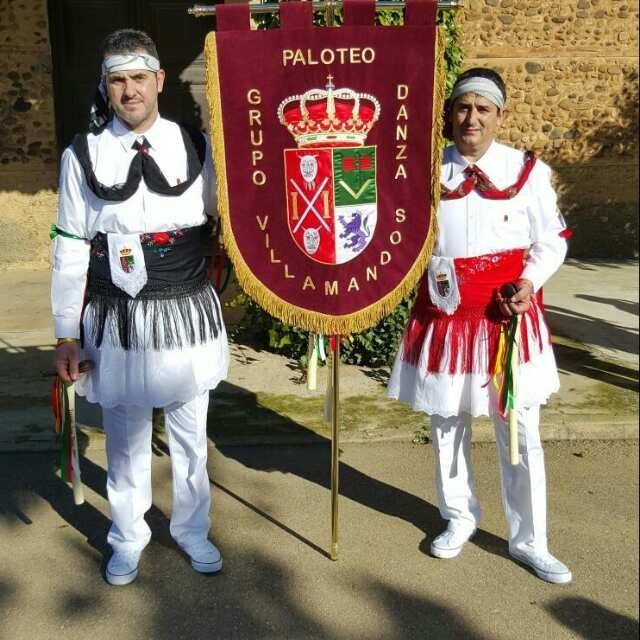
Grupo de paloteo

Cuenta con una población de 277 habitantes (INE 2024).
| Gráfica de evolución demográfica de Villamandos entre 1857 y 2021 |
| |
| Población de derecho según los censos de población del INE. Población de hecho según los censos de población del INE. En 1857 aparece este municipio porque se segrega de Toral de los Guzmanes. |